# Une faim de loup (jeu vidéo)
Vous lisez un « article de qualité » labellisé en 2025.
Pour les articles homonymes, voir Une faim de loup.
Une faim de loup (en anglais : Sheep, Dog 'n' Wolf) est un jeu vidéo de plates-formes-réflexion et d'infiltration, développé, édité et distribué par Infogrames. Il est initialement commercialisé en Europe sur le système Microsoft Windows le 14 septembre 2001, puis sur la console PlayStation le 21 septembre 2001. En Amérique du Nord, la seule version PlayStation est commercialisée le 8 octobre 2001 sous le titre de Looney Tunes: Sheep Raider.
Le jeu met en avant l'univers déjanté des dessins animés Looney Tunes dans lequel le joueur incarne le personnage de Ralph le loup, candidat à une émission de télévision organisée par Daffy Duck, tentant par diverses ruses de tromper la vigilance de Sam le chien de berger et ainsi lui dérober son troupeau de moutons. Une trentaine d'objets en tout genre des industries ACME, incluant gadgets, déguisements et autres accessoires, sont mis à la disposition du joueur, qui doit également traverser maints décors et environnements truffés de pièges pour apercevoir Sam et son troupeau. Le doublage des personnages est assuré par les mêmes voix que celles présentes dans les courts-métrages.
Le jeu est développé en environ deux ans et demi par Lyon House, le studio interne de développement lyonnais d'Infogrames, et pensé pour un public de 15 ans ou plus qui apprécie l'univers des cartoons de la Warner Bros. Il est présenté à l'occasion de l'Electronic Entertainment Expo de 2001 à Los Angeles.
Une faim de loup est bien accueilli par l'ensemble de la critique spécialisée, qui apprécie la qualité des graphismes, fidèles à l'univers des Looney Tunes, l'originalité du gameplay et l'humour omniprésent. Néanmoins, le titre, jugé trop court et linéaire, souffre également de problèmes de caméra récurrents, tandis que la musique disco-funk est perçue comme en décalage avec l'univers de ce jeu.

## Trame

### Univers
Une faim de loup s'articule autour d'un studio de télévision qui donne accès au joueur à des niveaux dont l'environnement est typique des courts-métrages de la franchise Looney Tunes. Les décors du jeu varient entre prairies, montagnes et déserts et sont clairement pensés pour la réflexion.

### Personnages

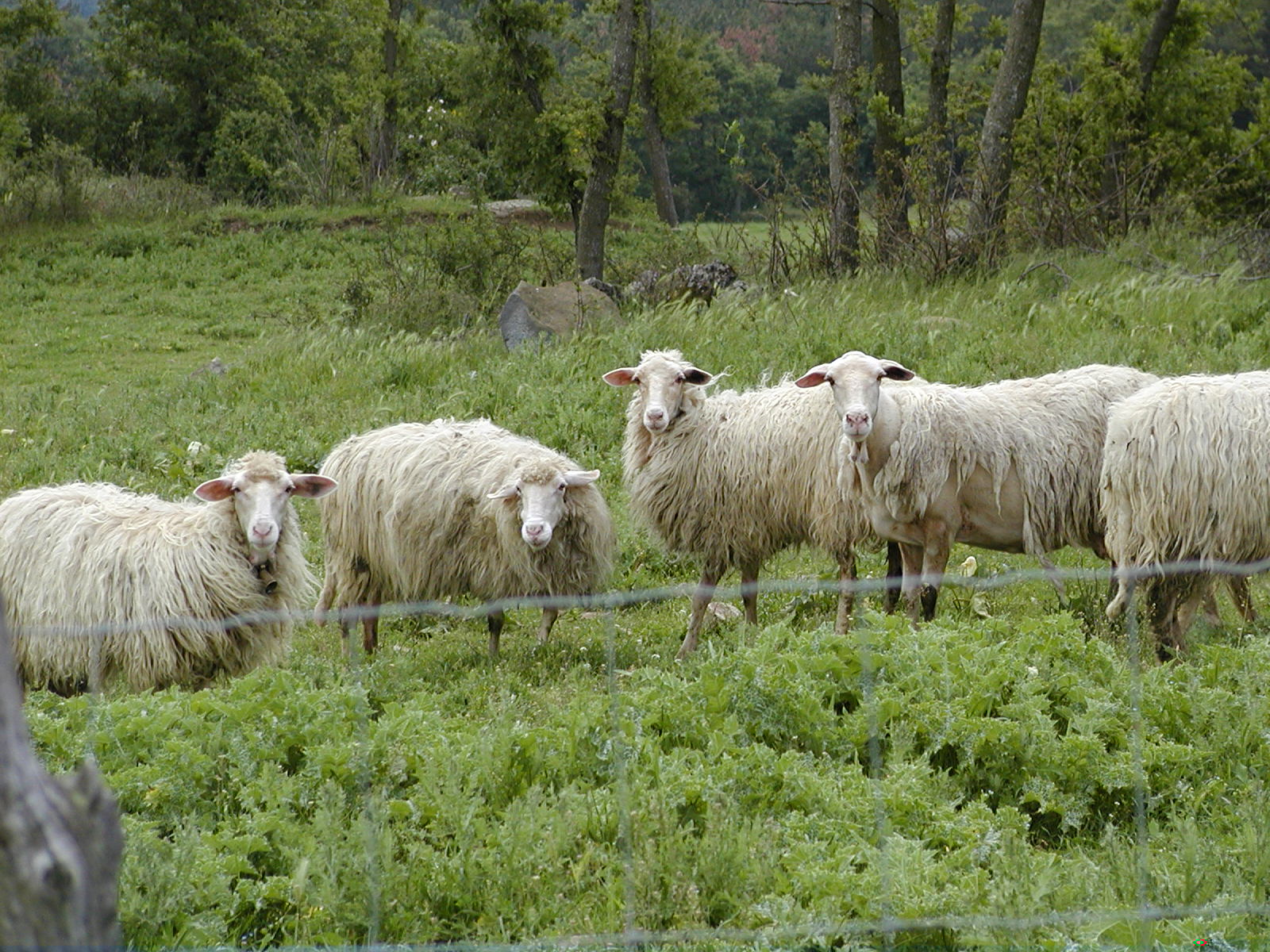
Attraper les moutons de Sam le chien de berger est l'objectif principal du jeu.

Le protagoniste principal est Ralph le loup, dont la préoccupation majeure est de capturer les moutons gardés par Sam le chien de berger en mettant au point des stratégies plus rusées les unes que les autres. Malgré ses échecs systématiques, il n'abandonne jamais, à l'instar de son cousin Vil Coyote. Les moutons, penauds, lents et un peu gros, passent une vie heureuse à brouter le gazon du pâturage de Sam. Ils sont peu craintifs et ne fuient pas lorsque Ralph est juste devant eux, prêt à les attraper. Ils ont une mauvaise vue et se fient à leur odorat, en quête d'une bonne laitue.
L'antagoniste principal du jeu est Sam le chien de berger. Personne n'a jamais vu ses yeux depuis qu'il est chiot, mais il a toujours réussi à repérer Ralph avant que celui-ci ne vole l'un de ses moutons. D'un tempérament serein et calme, il veille sur son troupeau en ayant tous ses sens en alerte. Il n'a jamais perdu un seul mouton lorsqu'il est en service de les garder.
D'autres personnages secondaires apparaissent dans le jeu. Daffy Duck tient le rôle d'un animateur de télévision et conseille Ralph dans les différentes stratégies à mener pour capturer les moutons, tout comme Porky Pig. D'autres personnages des Looney Tunes, comme Elmer Fudd, Gossamer, Sam le pirate et Marvin le Martien, sont inclus dans le jeu, tandis que Speedy Gonzales, Grosminet et Charlie le coq font office de spectateurs dans le studio de télévision,.

### Scénario

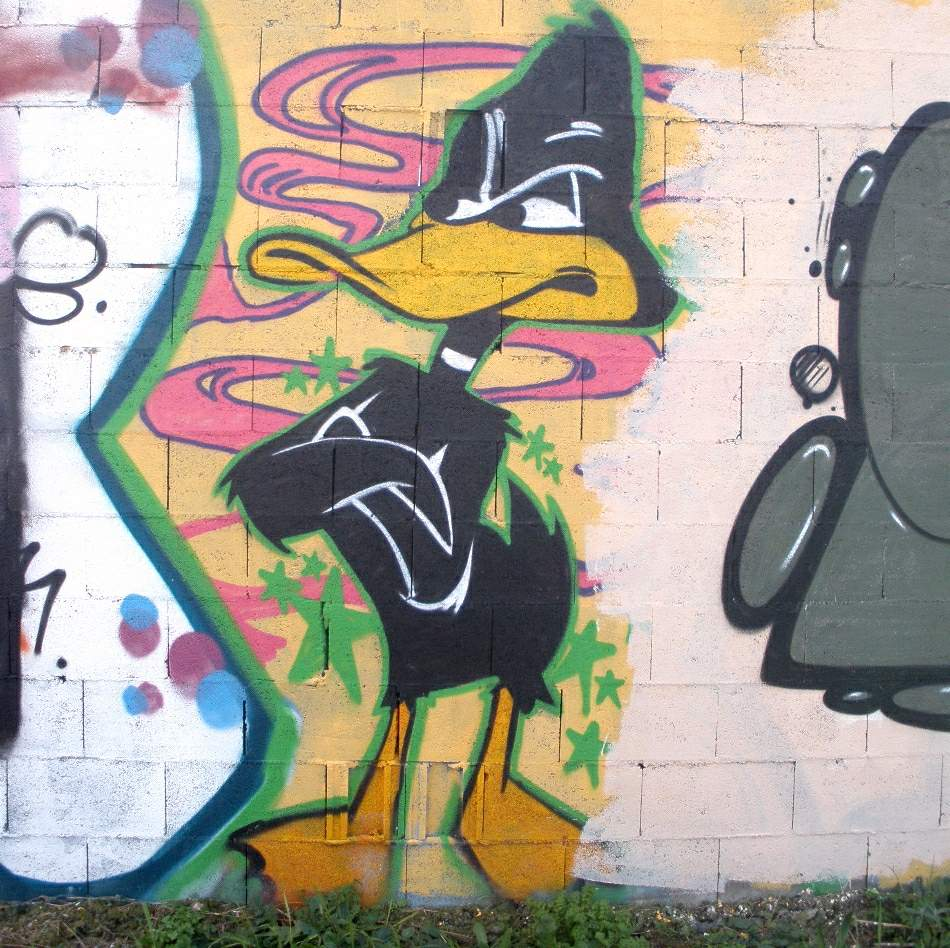
Daffy Duck joue le rôle d'un animateur de télévision dans Une faim de loup.

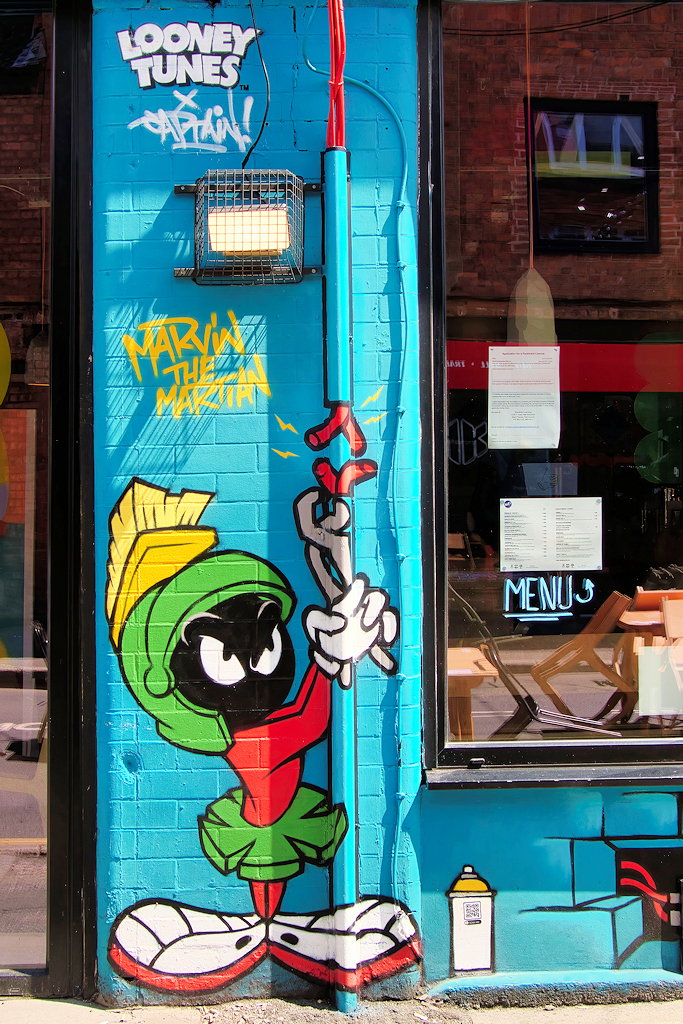
Marvin le Martien fait une apparition dans le dernier niveau du jeu.

Une fois encore, Ralph le loup échoue dans sa tentative de vol de moutons à Sam le chien de berger. Il retourne alors chez lui pour tenter de se détendre devant la télévision. Daffy Duck, amené en limousine, entre chez Ralph et lui annonce avec enthousiasme sa participation à son émission de télévision intitulée Une faim de loup, ou, comme Daffy la surnomme, « Qui veut être le voleur de mouton ? ». Daffy, en expliquant les principes de son jeu, conduit Ralph vers un studio ACME dans lequel se déroule cette émission. Lors d'une séance d'entraînement, Daffy explique les règles établies, selon lesquelles Ralph pourra s'aider de divers objets et accessoires pour élaborer un plan visant à s'emparer un mouton sans se faire repérer par Sam, et à déposer la bête dans un cercle blanc, tout en restant indemne. Ralph, la plupart du temps assisté par Daffy, progresse à travers différents niveaux du jeu basés sur les courts-métrages classiques des Looney Tunes tels que la trilogie de la chasse de Chuck Jones ou les décors inspirés de l'univers de Bip Bip et Coyote. Finalement, Ralph vole le dernier des moutons de Sam et retourne au studio en tant que grand vainqueur du jeu.
Peu de temps après la victoire de Ralph, Marvin le Martien arrive à bord d'une sorte de navette spatiale dans le studio et l'informe que le mouton qu'il a lancé dans l'espace a atterri sur sa planète et qu'il a libéré une armée de petits Martiens. Marvin en a déjà capturé un bon nombre, mais une dizaine d'entre eux se sont retranchés dans des endroits dangereux. Marvin, aidé de son fidèle bras droit et chien de compagnie K-9, attrape Ralph et ils s'envolent tous les trois vers cette planète. Marvin donne à Ralph l'équipement nécessaire pour capturer les dix Martiens et part sachant que Marvin ne le ramènera pas sur Terre en cas d'échec de sa part. Après avoir été confronté à divers dangers, Ralph parvient à capturer le dernier des Martiens et Marvin, satisfait de sa prouesse, le ramène, ainsi que le mouton, sur Terre. Ralph ramène le mouton dans l'enclos et s'aperçoit qu'il existe une cible bonus peinte sur le sol. Il amène le mouton jusqu'à cette cible, qui se révèle être en fait Sam se préparant à le frapper pour lui avoir volé son troupeau. C'est alors que le réveil de Ralph sonne, le tirant de son sommeil dans son fauteuil, signe que tout le jeu n'était qu'un rêve. Ralph sort de chez lui et revoit Sam à la pointeuse, prêt à commencer une nouvelle journée de travail.

## Système de jeu

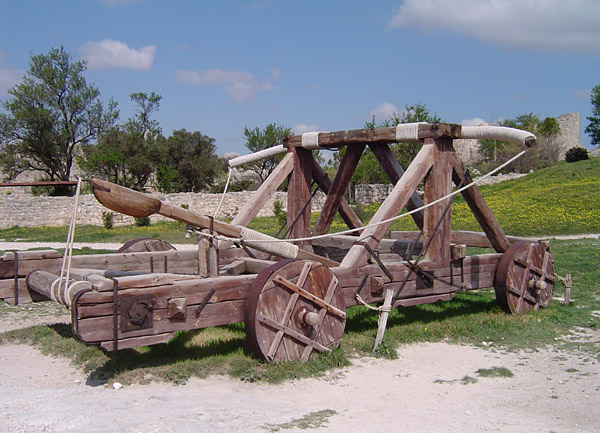
La catapulte est la machine récurrente utilisée par Ralph pour envoyer des moutons dans le cercle blanc.

Une faim de loup contient les éléments d'un jeu vidéo de plates-formes-réflexion et d'infiltration en vue subjective. Le jeu se déroule dans l'univers déjanté des courts-métrages Looney Tunes, plus principalement celui de Bip Bip et Coyote, peuplé de nombreux personnages tirés de la série. Le joueur incarne l'antihéros Ralph le loup, le cousin de Vil Coyote, candidat d'un jeu télévisé mené par Daffy Duck, qui a pour but de tromper la vigilance de Sam le chien de berger et ainsi lui dérober son troupeau de moutons. Un total de vingt à vingt-cinq heures de jeu peut être consacré à ce contenu,,.
Le jeu compte un total de dix-huit niveaux, accessibles depuis un studio de télévision, et comportant chacun une stratégie différente à adopter dans la capture des moutons,,. Pour ce faire, une trentaine d'objets en tout genre des industries ACME, incluant gadgets, déguisements et autres accessoires, parmi lesquelles un élastique, de la salade, un ventilateur, du parfum de brebis, un jet-pack, une catapulte, des bombes TNT ou encore un radeau, sont mis à la disposition du joueur et peuvent être instantanément commandés à partir de boîtes postales. Ces objets sont ensuite rangés dans l'inventaire de Ralph, qui peut ensuite combiner certains d'entre eux pour créer de nouveaux outils,,. Plusieurs indices et conseils sont apportés au joueur par d'autres personnages, principalement Daffy Duck et plus ponctuellement Porky Pig, et par des pancartes plantées dans les décors des niveaux.
Le jeu commence par un tutoriel destiné à maîtriser les commandes du jeu. Ralph le loup peut marcher, courir, sauter et se déplacer discrètement sur la pointe des pieds. Il doit également se frayer un chemin jusqu'au troupeau de moutons à travers de nombreux décors et environnements truffés de pièges comme des gouffres sans fond, des pierres géantes instables posées en équilibre et des rivières infestées de requins. Le joueur peut également faire pivoter la caméra de jeu et activer une vue panoramique afin de mieux observer la zone de jeu,,.
Une fois le troupeau aperçu, le joueur doit trouver un moyen de voler un mouton sans être repéré par Sam. Sam possède trois types de vision indiquant au joueur sa position, et bouge lentement la tête guettant le moindre mouvement dans son entourage. Lorsque l'indicateur est vert, Sam ne voit ni n'entend Ralph, qui peut se déplacer normalement. Lorsque l'indicateur est orange, il peut voir Ralph s'il le regarde en face mais ne l'entend pas s'il marche sur la pointe des pieds. Lorsque l'indicateur est rouge, Sam a repéré Ralph, court après lui et le frappe. Au fil de la progression du jeu, Sam devient de plus en plus vigilant à l'égard de son troupeau. Pour s'approcher suffisamment du troupeau sans être repéré, le joueur doit faire preuve d'ingéniosité et de fourberie. Ainsi, il est par exemple nécessaire de se cacher derrière des rochers, ou d'utiliser un camouflage adéquat pour se déplacer, comme un buisson — que les moutons viendront manger en cas d'inactivité prolongée, le rendant inutile —, puis, plus tard dans le jeu, un déguisement de mouton. Une fois le mouton capturé, celui-ci doit être amené dans ce qui est appelé la « zone de victoire ». Il s'agit d'une zone délimitée par un cercle blanc dans lequel le mouton doit être posé pour briguer la victoire. Ceci fait, le joueur aura droit aux félicitations de Daffy Duck et au déblocage du niveau suivant.
Hormis ce but principal, il existe également des pointeuses à trouver et à activer dans chaque niveau, afin de débloquer des bonus tels que des concept art et des niveaux cachés.

## Développement

### Conception

Logo de la version américaine du jeu, Looney Tunes: Sheep Raider.

Une faim de loup est développé par l'équipe technique de Lyon House, le studio interne de développement d'Infogrames jusqu'en 2002, localisé à Lyon, en France. Le développement du jeu commence en septembre 1998, et mobilise une douzaine de personnes, dont six pour l'animation,,. Dès le départ, selon le chef de produit Regis Gonnard, qui a déjà été à l'œuvre sur d'autres jeux de la licence Looney Tunes — dont Infogrames détient les droits d'exploitation en jeu vidéo — comme Bugs Bunny et Taz : La Spirale du temps, Les Fous du volant et Space Race, l'objectif est de « créer un jeu déjanté et atypique qui se démarque de la concurrence, en y intégrant le meilleur de l’humour burlesque de Warner Bros. »
Le jeu présente un environnement en trois dimensions, mais les modèles des personnages sont peu détaillés. L'animation, en revanche, est soignée : la poussière s'accumule aux pieds de Ralph lorsqu'il court et Sam fronce les sourcils lorsqu'il scrute l'horizon. Les personnages bénéficient également d'un ombrage de celluloïd, soit par des contours marqués en noir, fidèle à l'esprit du cartoon.
Des previews du jeu, sous le titre original de Sheep, Dog 'n' Wolf, apparaissent dans la presse spécialisée à partir de mai 2000, en amont de l'Electronic Entertainment Expo qui se tient quelques jours après. D'autres aperçus du jeu sont également publiés au cours du deuxième semestre de cette même année, en parallèle du développement de Bugs Bunny et Taz : La Spirale du temps. La sortie du jeu est alors prévue pour le premier trimestre 2001,,,,, mais est finalement reportée au mois de septembre 2001. Le jeu est ensuite renommé en français en février 2001,.
Lors d'une entrevue effectuée le 31 janvier 2001, Hervé Sliwa, le principal développeur du jeu, révèle que l'équipe en est « au stade bêta » et que la fin du développement devrait se faire le 20 février 2001. À ce moment du développement, le jeu souffre de bugs liés au déplacement de la caméra, finalement résolus par une caméra fixe située derrière Ralph le loup et par des caméras dynamiques suivant les situations. Sliwa explique que le studio de télévision de Daffy Duck est pensé comme l’interface du jeu, dans lequel le joueur a accès aux niveaux, aux sauvegardes et aux bonus, afin d'éviter de se perdre dans des menus d'options. Les développeurs ont d'abord réfléchi à des mondes à thème subdivisés en niveaux, « avec l'obligation d'en faire un certain nombre mais pas forcément [tous] », mais cela s'est avéré incompatible avec le type de jeu qui veut que « chaque tableau pose un [nouveau] problème au joueur », qui doit apprendre comment faire pour le résoudre et pouvoir terminer le niveau. « Par exemple, une fois qu'on sait comment attirer un mouton avec de la salade, on sait qu'il faut [le refaire] dans les missions suivantes. Avec un système de choix dans le scénario, le joueur aurait pu passer à côté de la mission des salades et il aurait donc fallu lui expliquer la technique au début de chaque niveau ». Pour éviter ces tutoriels redondants, les développeurs optent pour une progression linéaire avec des niveaux obligatoires à difficulté progressive. Le niveau de difficulté est pensé pour un public de « minimum 15 ans », qui apprécie le dessin animé, quand bien même Warner Bros. souhaitait avant tout cibler le jeune public.
Le jeu est présenté au public à l'occasion de l'Electronic Entertainment Expo qui se déroule du 11 au 13 mai 2000 à Los Angeles, aux États-Unis,, puis il refait son apparition à l'E³ suivant, qui se tient du 17 au 19 mai 2001, parmi d'autres jeux vidéo publiés par Infogrames tels que Alone in the Dark: The New Nightmare et Civilization III. Jeff Nuzzi, le directeur commercial d'Infogrames, estime que parler d'un Metal Gear Solid tout public est « la meilleure façon de décrire » le jeu.

### Bande son
La bande-son du jeu expose généralement des musiques de fond classiques et disco-funk composées par Éric Casper,, ainsi que des effets sonores classiques typiques des courts-métrages Looney Tunes.
Dans la version anglophone du jeu, Joe Alaskey prête sa voix à Daffy Duck, Gossamer et Marvin le Martien, tandis que Greg Burson interprète la voix d'Elmer Fudd. Bob Bergen assure la voix de Porky Pig. Maurice LaMarche prête sa voix à Sam le pirate, tandis que Bip Bip est doublé par Paul Julian. En version française, les voix respectives des personnages sont également omniprésentes.

### Commercialisation
Une version de démonstration du jeu est incluse en mai 2001 sur le CD-ROM qui accompagne le magazine officiel PlayStation ; une démo pour PC à télécharger gratuitement est également mise en ligne le 26 août 2001, comprenant un seul niveau et un tutoriel.
Une faim de loup est publié en Europe sur PC le 14 septembre 2001, puis sur PlayStation le 21 septembre de la même année,. En Amérique du Nord, il sort le 8 octobre 2001 , seulement sur PlayStation, sous le titre de Looney Tunes: Sheep Raider. Le jeu est vendu au tarif d'environ 30 euros en Europe, et 20 dollars aux États-Unis,. La version PC nord-américaine de Taz Wanted, qui paraît le 18 septembre 2002, inclut également, en bonus, un exemplaire du jeu sur un second disque,.
À sa commercialisation, Une faim de loup est classé « tous publics » par le Syndicat des éditeurs de logiciels de loisirs (SELL), et « E (enfants et adultes) » par l'Entertainment Software Rating Board (ESRB) ; certaines rééditions ultérieures du jeu sont classées « 3+ » par le Pan European Game Information (PEGI),,.

## Accueil
Une faim de Loup est bien accueilli par l'ensemble des critiques et rédactions. Une moyenne générale de 72/100 est attribuée à la version PlayStation par Metacritic.

### Critiques générales
La version d'Une faim de loup sur PlayStation reçoit un accueil globalement positif de la part de la presse spécialisée. Jean-Charles Daguinot, pour le site francophone Gamekult, y voit « la nouvelle référence en matière d'adaptation de dessin animé en jeu vidéo. Humour, réflexion, infiltration, univers sur mesure et ingéniosité : tous les ingrédients de la véritable série interactive sont réunis dans ce jeu ». Le magazine français Consoles + apprécie un titre original et drôle avec lequel « on s'amuse beaucoup, même si les niveaux se suivent et se ressemblent un peu trop » et que la caméra est imprécise. Le site français Jeuxvideo.fr estime que la licence Looney Tunes est « merveilleusement exploitée » et que cet opus n'est pas seulement un « produit simplement commercial » ; il est salué un aspect dessin animé « omniprésent » et une « réalisation de très grande classe ». Néanmoins, le « style très « puzzle/énigme » du jeu risque d'en énerver certains et même si la difficulté reste bien dosée, elle est trop élevée pour le jeune public auquel ne se destine finalement pas du tout ce soft ». Dans la presse anglophone, Frank Provo, pour GameSpot, estime qu'Une faim de loup est avant tout destiné aux enfants : « malgré l'incapacité du jeu à suivre le rythme de la concurrence, la présentation générale est si charmante et légère qu'il serait difficile de déplorer ses regrettables défauts ». Hilary Goldstein, du site IGN, loue un jeu « très amusant » et à recommander pour tous ceux qui aiment l'univers des Looney Tunes, mais pointe sa linéarité, le fait que « vous n’y rejouerez pas une deuxième fois » et la difficulté peu progressive, en particulier lors du combat contre Gossamer, situé au deux tiers du jeu, alors qu'il aurait été plus adapté en tant que boss de fin. Le magazine américain Game Informer apprécie un titre « qui devrait être un ajout bénéfique à tout fan de réflexion dans sa bibliothèque ».
De même, le portage pour PC reçoit un accueil général positif. Valérie Précigout, du site Jeuxvideo.com, juge que « jamais un jeu mettant en scène les Looney Tunes n'aura été aussi proche des cartoons de la Warner. Le design des environnements, les animations des personnages, l'humour omniprésent et le but même du jeu sont un véritable hommage aux Looney Tunes ». Le magazine PC Gameplay fait l'éloge d'une « expérience brève, douce et satisfaisante, comme les cartoons eux-mêmes ». Le mensuel britannique PC Zone salue « un jeu de réflexion très divertissant, mais trop court ».

### Critiques dugameplay
Le système de jeu d'Une faim de loup sur PlayStation est globalement apprécié par la critique. Gamekult estime que les nombreuses résolutions d'énigmes de ce jeu conviennent à des joueurs ayant un « esprit logique performant » et qu'« il faudra arriver à maîtriser un bon paquet de gadgets loufoques avant de pouvoir choper du mouton ». Néanmoins, malgré des niveaux très variés, il est reproché de devoir « suivre la procédure pré-définie par les développeurs » afin de les achever, donnant une impression d'un jeu « scripté ». Ce constat est partagé par IGN, qui juge qu'Une faim de loup se joue plus comme Lemmings que comme Metal Gear Solid, ce qui l'empêche de « devenir un véritable classique » : il s'agit plus d'un jeu de réflexion que d'un jeu de plates-formes, « la clé de chaque niveau est de comprendre comment utiliser les objets donnés et dans quel ordre ». L'Official U.S. PlayStation Magazine regrette un contrôle « difficile » de Ralph et une caméra « maladroite », d'autant plus que quand le joueur a compris la stratégie à adopter pour capturer le mouton, le jeu peut « devenir une vraie corvée ».
Les critiques sur PC sont également positives. Jeuxvideo.com apprécie la multitude d'interactions possibles et le fait que le système de jeu soit fondé sur « la furtivité et la réflexion ». Le radar de Sam est considéré comme une « idée géniale » et il est également relevé qu'il n'y a pas de système de vie, ce qui permet de « recommencer là où l'on a chuté jusqu'à trouver la bonne stratégie ». PC Gameplay loue la présence de nombreuses énigmes à résoudre et que les pointeuses « de chaque niveau permettent de déverrouiller des bonus », mais regrette qu'il n'y ait « pas assez de niveaux ». PC Zone relève « un bon niveau de difficulté » et un « jeu jamais trop facile ».

### Critiques des graphismes
Les graphismes d'Une faim de loup sur PlayStation reçoivent un accueil généralement favorable de la critique. Gamekult salue des « couleurs vives, [une] modélisation des personnages impeccable, [des] animations somptueuses ». Le magazine américain Game Informer note une animation « décente » mais regrette des textures et des mouvements de caméra « très obsolètes », un avis partagé par l'Official U.S. PlayStation Magazine qui évoque des graphismes « médiocres »,. IGN loue un « joli jeu PlayStation », dont les animations sont « fluides et variées et les niveaux sont bien conçus et suffisamment cartoonesques ». Les personnages sont également particulièrement appréciés, semblant « directement tirés d'un dessin animé de la Warner Bros. ». GameSpot, de façon analogue, applaudit les scènes de mort hilarantes et brutales de Ralph : « vous pourriez littéralement passer des heures à trouver de nouvelles façons de regarder Ralph tomber, s'écraser, s'éclabousser ou se faire tabasser ». Le site américain évoque également un « environnement très animé et fantaisiste » malgré des déformations et des textures parfois floues, et remarque que les cartes utilisées par Ralph sont dessinées comme les plans de Vil Coyote.
Sur PC, Gen4 salue « la réalisation graphique qui bénéficie d'une identité formidable » et la définition d'écran qui monte jusqu'à 1600 x 1200 pixels. Jeuxvideo.com souligne une « réalisation exceptionnellement fidèle aux cartoons, si ce n'est ce contour noir sur les personnages et les éléments du décor, comme dans Jet Set Radio, qui donne une touche très amusante aux graphismes du soft ». Néanmoins, comme pour PlayStation, la caméra est jugée peu « ergonomique », « gênant la visibilité dans les phases de saut et de déplacement à risque ». Cet avis est partagé PC Gameplay qui dénonce une caméra « têtue » malgré une « parfaite recréation du monde des Looney Tunes en 3D » et des « animations qui vous divertissent vraiment ».

### Critiques de la bande-son
La bande-son du jeu est accueillie de façon mitigée par la presse spécialisée. Pour PlayStation, le mensuel Consoles + note que les personnages ont les mêmes voix que celles du dessin animé. L'américain Game Informer remarque la présence de tous les effets spéciaux des Looney Tunes auxquels on pourrait s'attendre. IGN, plus négatif, relève qu'Infogrames, au lieu d'utiliser le style de musique de la Warner Bros., propose un fond sonore funky et disco, qui « n'est pas mauvais en soi mais qui convient autant à ce jeu que les tenues de pom-pom girl du lycée de votre mère ». GameSpot juge le doublage « médiocre » et estime également que « les remixes jazz de Digital Underground et Mellow Man Ace ne sont pas la musique la plus appropriée pour un jeu Looney Tunes ». Néanmoins, il est apprécié que les effets sonores soient amplifiés lorsque Ralph s'approche d'un mouton ou d'une cascade par exemple.
Sur PC, Jeuxvideo.com applaudit une bande-son « tout simplement hilarante et très fidèle au cartoon dont elle reprend la plupart des bruitages et les vraies voix des personnages ». Toutefois, PC Zone regrette une musique « merdique » qui n'est pas dans l'esprit des Looney Tunes.

### Citations du jeu
1. ↑  Infogrames. Une faim de loup (PlayStation, PC). Infogrames. septembre 2001 : 
« Daffy Duck : Bonjour et bienvenue au jeu Une faim de loup ou, comme j'aime l'appeler, Qui veut être le voleur de mouton ? »
2. ↑  Infogrames. Une faim de loup (PlayStation, PC). Infogrames. septembre 2001 : 
« Daffy Duck : Tu devras franchir différents niveaux. A chacun de ces niveaux, il te faudra voler un mouton à Sam le chien de berger, et le mettre dans le goal. Si tu réussis, tu pourras accéder au défi suivant, et ainsi de suite, jusqu'à ce que tu aies volé tout le troupeau de moutons. Mais, et il y a un mais, les moutons doivent être intacts à la fin de chaque niveau. »
3. ↑  Infogrames. Une faim de loup (PlayStation, PC). Infogrames. septembre 2001 : 
« Daffy Duck : Fantastique ! C'était le dernier mouton, tu as réussi, tu es un concurrent exceptionnel Malheureusement, notre jeu est presque terminé. Merci à tous les fans d'être restés avec nous jusqu'à la fin, à bientôt ! »
4. ↑  Infogrames. Une faim de loup (PlayStation, PC). Infogrames. septembre 2001 : 
« Marvin le Martien : Insignifiants petits Terriens ! Il semblerait que cette créature soit arrivée sur ma planète par votre maladresse »
5. ↑  Infogrames. Une faim de loup (PlayStation, PC). Infogrames. septembre 2001 : 
« Marvin le Martien : Mais après un effort surmartien, je réussis presque à récupérer toute mon armée. Mais une armée de rebelles s'est mise en situation délicate, et il ne sera pas de la tarte de les tirer de là. Moi, Marvin le Martien, je n'ai pas l'intention de prendre des risques inutiles. C'est à toi de réparer les dégâts, en me rendant mes Martiens instantanés. Ici K-9, assis mon garçon ! »
6. ↑  Infogrames. Une faim de loup (PlayStation, PC). Infogrames. septembre 2001 : 
« Marvin le Martien : Bien joué ! Comme promis, je te renvoie sur Terre. »

### Autres références
1. 1 2 3  Gaël Fouquet (Poischich), « Sheep, dog 'n wolf : blabla, wouf et bêê », sur Gamekult, 31 janvier 2001 (consulté le 3 décembre 2012).
2. ↑  Manuel de jeu, p. 6-7
3. ↑  Manuel de jeu, p. 7
4. 1 2 3 4 5 6 7 8  Jean-Charles Daguinot (Dagdag), « Test : Une Faim de Loup : un hymne aux moutons », sur Gamekult, 22 août 2001 (consulté le 8 février 2025).
5. 1 2 3 4 5 6 7  (en) Frank Provo, « Sheep Raider Review », sur GameSpot, 3 octobre 2001 (consulté le 8 février 2025).
6. ↑  (en) Sophie Cheshire, « Sheep, Dog and Wolf », sur Thunderbolt, 7 octobre 2001 (consulté le 8 décembre 2012).
7. 1 2 3 4 5 6  David Choquet (Usul), « Test : Une faim de loup : gloire aux Toons », sur Gamekult, 20 août 2001 (consulté le 7 mai 2023).
8. 1 2 3 4 5  Guillaume Tutundjian (Nerces), « Une Faim de Loup », sur Jeuxvideo.fr, 7 octobre 2001 (consulté le 7 décembre 2012).
9. ↑  Manuel de jeu, p. 9
10. 1 2 3 4 5 6 7 8  (en) Hilary Goldstein, « Looney Tunes Sheep Raider. Not since the last time you were drunk on a farm has hunting sheep been this much fun. », sur IGN, 26 octobre 2001 (consulté le 7 décembre 2012).
11. 1 2 3 4  Luc-Santiago Rodriguez, « Ça cartoon ! - Test : Une faim de loup : Jouez les vils coyotes dans un cartoon interactif ! », Gen4, no 148,‎ septembre 2001, p. 104-105 (ISSN 1624-1088).
12. 1 2 3 4 5 6  Valérie Précigout (Romendil), « Test - Une Faim De Loup », sur Jeuxvideo.com, 7 septembre 2001 (consulté le 8 février 2025).
13. ↑  Manuel de jeu, p. 15
14. ↑  Manuel de jeu, p. 9-10
15. 1 2 3 4  (en) Ben Silverman, « Sheep Raider Review », sur Game Revolution, 1er octobre 2001 (consulté le 7 mai 2023).
16. 1 2  Manuel de jeu, p. 16
17. ↑  « Infogrames va supprimer 280 emplois en France », sur Le Nouvel Observateur, 4 octobre 2002 (consulté le 12 décembre 2012).
18. 1 2  Chris Buxton, « Blueprint: Sheep Dog 'N Wolf », PlayStation Official Magazine - UK, no 68,‎ février 2001, p. 32-33 (ISSN 1828-6526).
19. 1 2  Karine Nitkiewicz, « Test : Une Faim de Loup », Joypad, no 111,‎ septembre 2001, p. 142-143 (ISSN 1163-586X).
20. ↑  Karine Nitkiewicz, « Reportage : Sheep, Dog n' Wolf », PS one Magazine, no 1,‎ décembre 2000, p. 54-58.
21. 1 2  (en) Miguel Lopez, « Sheep Raider Hands-On », sur GameSpot, 1er mai 2001 (consulté le 19 février 2025).
22. ↑  (en) David Smith, « Sheep, Dog, 'N' Wolf : Infogrames builds upon its lineup with this peculiar title aimed at young kids. », IGN, San Francisco,‎ 8 mai 2000 (lire en ligne, consulté le 11 mars 2025).
23. ↑  François Tarrain, « Interdit aux + de 18 ans », PlayStation Magazine, M.E.R.7, no 43,‎ juin 2000, p. 62-63 (ISSN 1271-4755).
24. ↑  Karine Nitkiewicz, « Interdit aux + de 18 ans : Le coup de jeune de la PlayStation », PlayStation Magazine, M.E.R.7, no 45,‎ septembre 2000, p. 60-67 (ISSN 1271-4755).
25. ↑  (en) IGN Staff, « Infogrames Upcoming Release List : Would you like to see what they're sending you in the coming months? 'Cos they want us to tell you. », IGN, San Francisco,‎ 12 octobre 2000 (lire en ligne, consulté le 10 mars 2025).
26. ↑  (en) « Infogrames' Looney Tunes Games Pushed Back », sur IGN, 13 décembre 2000 (consulté le 8 février 2025).
27. ↑  Karine Nitkiewicz, « Une Faim de Loup : Infiltration chez les moutons : Prévue pour le mois de mai 2001, la sortie de Sheep, Dog'n Wolf, Une Faim de Loup en français, a été repoussée au mois de septembre. Bon ou mauvais présage ? », PS one Magazine, no 7,‎ juillet 2001, p. 22.
28. ↑  David Choquet (Usul), « Moutons, chien et loup ! », sur Gamekult, 21 janvier 2001 (consulté le 3 décembre 2012).
29. ↑  David Choquet (Usul), « Sheep, dog 'n wolf, version française », sur Gamekult, 2 février 2001 (consulté le 3 décembre 2012).
30. ↑  Olivier Laumonier, « Infogrames - E3 2000 », Jeuxvideo.com,‎ 19 mai 2000 (lire en ligne, consulté le 11 mars 2025).
31. ↑  Alain Huyghues-Lacour, Nicolas Gavet et Gia To, « Salon : Sega + Sony + Nintendo = la règle d'E3 », Consoles +, no 101,‎ juin 2000, p. 56-79 (ISSN 1162-8669, BNF 34448617).
32. ↑  « Infogrames : Demandez le programme », sur Jeuxvideo.com, 30 avril 2001 (consulté le 12 décembre 2012).
33. ↑  (en) « Looney Tunes : Sheep Raider », Official U.S. PlayStation Magazine, no 45,‎ juin 2001, p. 83.
34. ↑  (en) « Looney Tunes: Sheep Raider Cover (Looney Tunes: Sheep Raider) - CREDITS », sur AllGame (consulté le 7 décembre 2012).
35. ↑  Manuel de jeu, p. 29
36. ↑  Kendy Ty, « CD de démos », PS one Magazine, no 6,‎ mai 2001, p. 106-109.
37. ↑  Clément Apap (Raggal), « Une faim de loup : la démo PC ! », sur Gamekult, 26 août 2001 (consulté le 4 décembre 2012).
38. ↑  Carine Larsen, « Zoom sur Une faim de loup », Micromania-Zing,‎ 17 septembre 2001 (lire en ligne, consulté le 11 mars 2025).
39. 1 2   « Une faim de loup - PC », sur Gamekult (consulté le 8 février 2025).
40. 1 2  (en) Infogrames.com staff, « Looney Tunes Sheep Raider: A unique interactive game play experience », Infogrames Entertainment,‎ 8 octobre 2001 (BNF 13888764, lire en ligne, consulté le 11 mars 2025).
41. ↑  « Une faim de loup : Moins connu que son cousin Wile E. Coyote, l’amateur de bip-bips, Ralph le loup n’est pas plus chanceux ou adroit que lui. Son rêve : avaler un à un les moutons que garde jalousement Sam, le chien de berger. », 01net.com,‎ 18 octobre 2001 (lire en ligne, consulté le 10 mars 2025).
42. ↑  (en) Infogrames, Inc. staff, « Infogrames unleashes the Tasmanian devil on next-generation console systems as Taz (TM): Wanted ships to retail », Infogrames Entertainment,‎ 18 septembre 2002 (BNF 13888764, lire en ligne, consulté le 15 mars 2025).
43. ↑  (en) Andrew Park, « Taz Wanted Review : All the authentic cartoon characters in the world couldn't make this game fun. », GameSpot, San Francisco,‎ 22 octobre 2002 (lire en ligne, consulté le 15 mars 2025).
44. ↑  (en) ESRB staff, « Sheep Raider », Entertainment Software Rating Board,‎ date inconnue (lire en ligne, consulté le 11 mars 2025).
45. 1 2 3  Julien Frainaud (Zano) et Gia Dinh To (Gia), « Sheep, Dog n' Wolf », Consoles +, no 116,‎ septembre 2001, p. 100-101.
46. 1 2 3 4  (en) « Sheep Raider : Graphics versus gameplay », Game Informer, no 103,‎ novembre 2001, p. 123.
47. 1 2 3  (en) « Looney Tunes: Sheep Raider », Official U.S. PlayStation Magazine, no 51,‎ décembre 2001, p. 172.
48. 1 2 3 4  (en) « Sheep, dog n' wolf », PC Gameplay, no 16,‎ septembre 2001, p. 72-73.
49. 1 2 3 4  (en) « Sheep, dog 'n' wolf », PC Zone, no 108,‎ novembre 2001, p. 74-75.
50. 1 2  (en) « Looney Tunes: Sheep Raider - PlayStation Critic Reviews », sur Metacritic (consulté le 8 février 2025).